# Centauromachia
Centauromachia (także kentauromachia; gr. Κενταυρομαχία Kentauromachía, z gr. Κένταυρος Kéntauros ‘centaur’ i μάχη máchē ‘walka’, ‘bitwa’) – w mitologii greckiej walka centaurów z Lapitami.
Odbyła się podczas wesela króla Pejritoosa i Hippodamei (Hippodamia) w stolicy Lapitów. Centaury, które uczestniczyły w uroczystości weselnej (zostały zaproszone na biesiadę, ponieważ uchodziły za krewnych króla), usiłowały porwać obecne na uczcie kobiety. Jeden spośród nich (o imieniu Eurytion lub Eurytos) próbował zgwałcić pannę młodą. Wkrótce wywiązała się groźna walka, gdyż zbiegły się centaury z całej Tesalii. W końcu Lapitowie wraz z niektórymi Argonautami (m.in. Tezeuszem, Falerosem, Kajneusem, Polifemem) pokonali i zmusili centaury (które przeżyły walkę) do opuszczenia Tesalii.
Wyobrażenie o centauromachii przejawia się w greckim malarstwie wazowym i rzeźbie (metopy, sarkofagi, zachodni fryz wielkiej świątyni Zeusa w Olimpii).